# 주흔
주흔(周昕, ? ~ 196년)은 중국 후한 말의 정치인이다. 자는 대명(大明)이며 양주(揚州) 회계군 사람이다. 원술과 손책에게 저항하다 죽었다.

## 생애
어릴 때 수도 낙양으로 가 태부(太傅) 진번에게서 학문을 사사하였다. 많은 책을 읽었으며 풍각이라는 점술에 능했다. 태위부(太尉府)의 부름을 받은 후 단양태수까지 올랐다.
190년(초평 원년) 동탁의 횡포에 반동탁 연합군이 궐기했다. 여기에 참가한 조조가 형양(滎陽)으로 진격했다가 서영에게 깨지고 병사가 부족해졌다. 하후돈과 조홍이 양주로 와서 모병하므로 자사 진온과 함께 4,000명을 지원해줬다.
이후 반동탁 연합군은 원소와 원술의 양 진영으로 분열하여 싸웠다. 주흔은 원술의 지나친 잔학함을 싫어하여 원소에게 붙었다. 동생 주앙, 주우와 함께 원술의 예주를 취하려 했지만 그 자사 손견에게 패하였다. 원술이 오경을 보내 단양을 공격하였다. 이를 막아내니 오경은 주흔을 따르던 백성들을 죽였다. 주흔은 “내가 부덕한 것이지 백성들에게 무슨 죄가 있겠는가.” 라며 군사를 해산시키고 고향 회계로 돌아갔다.
196년(건안 원년) 손책이 회계를 침공하기에 그 태수 왕랑과 함께 맞섰다. 손책이 사독(査瀆)을 통해 고천둔(高遷屯)으로 우회 기습하자 급하게 나섰다가 전사하였다.

## 삼국지연의
사서가 아닌 소설 《삼국지연의》에서는 왕랑이 손책에게 항전할 때만 등장한다. 태사자와 어우러져 싸우는 왕랑을 도우러 나와 이를 저지하는 황개와 대결한다. 손책이 사독으로 기동하자 쫓다가 복병을 당해 그 창에 찔려 죽는다.

## 가계
- 형제 : 주앙, 주우

## 같이 보기
- 삼국지 인물 목록

## 참고 문헌
- 《회계전록》 ; 배송지 주석, 《삼국지》51권 오서 제6 손정에서 인용